# Ancín (concejo)
Ancín (Antzin en euskera) es una localidad española y un concejo de la Comunidad Foral de Navarra perteneciente al municipio de Ancín. Está situado en la Merindad de Estella, en la comarca de Estella Oriental y a 59 km de la capital de la comunidad, Pamplona. Su población en 2014 fue de 362 habitantes (INE).

## Geografía física

### Situación
La localidad de Ancín se sitúa la parte suroccidental del municipio de Ancín, en la margen derecha del río Ega y a una altitud de 482 msnm. Su término concejil tiene una superficie de 5,39 km² y limita al norte con la sierra de Santiago de Lóquiz, al este con el municipio de Murieta y el concejo de Mendilibarri, al sur con el municipio de Legaria y al este con los municipios de Mendaza y Piedramillera.

## Demografía
| Gráfica de evolución demográfica de Ancín entre 2000 y 2013 |
|                                                             |
| Datos según el nomenclátor publicado por el INE.            |